# Кривелёва, Светлана Владимировна
Светла́на Влади́мировна Кривелёва (род. 13 июня 1969, Брянск) — советская и российская легкоатлетка, выступавшая в толкании ядра.
Заслуженный мастер спорта СССР (1992). Чемпионка мира 2003 года, серебряный (1993) и двукратный бронзовый призёр чемпионатов мира (1991 и 1999). Была участницей семи чемпионатов мира по лёгкой атлетике.
Четырежды (1992, 1993, 1999 и 2003) показывала лучший результат сезона в мире в толкании ядра.
На летних Олимпийских играх 1992 года в Барселоне выиграла золотую медаль, опередив китаянку Хуан Чжихун и немку Катрин Наймке.
Живёт в городе Долгопрудный Московской области. Мать троих детей. Выступала за «Динамо» (Московская область). Полковник МВД.

## Дисквалификация
На летних Олимпийских играх 2004 года в Афинах заняла 4-е место, уступив россиянке Ирине Коржаненко, кубинке Юмилейди Кумбе и немке Надин Кляйнерт. Однако Коржаненко была вскоре пожизненно дисквалифицирована за применение станозолола и лишена золотой награды. В результате перераспределения наград бронза досталась занявшей 4-е место Кривелёвой. Спустя 8 с лишним лет, в начале декабря 2012 года Кривелёва была также лишена медали за использование допинга. В результате награда Кривелёвой должна перейти к Надежде Остапчук из Белоруссии, изначально занявшей в Афинах пятое место (Остапчук, в свою очередь, была дисквалифицирована после того, как выиграла золото на Олимпиаде 2012 года в Лондоне).

## Награды
- Медаль ордена «За заслуги перед Отечеством» II степени (4 ноября 2005 года) — за большой вклад в развитие физической культуры и спорта, высокие спортивные достижения на Играх XXVIII Олимпиады 2004 года в Афинах[3]
- Почётная Грамота Президиума Верховного Совета Российской Федерации (26 апреля 1993 года) — за долголетнюю плодотворную работу, большие личные заслуги в развитии физической культуры и спорта в Российской Федерации и в связи с 70-летием со дня образования первого в России физкультурно-спортивного общества «Динамо»[4]
- Знак отличия «За заслуги перед Московской областью» (3 августа 2009 года)[5]